# 加里·安德森 (自行车运动员)
加里·安德森（英語：Gary Anderson，1967年9月18日—），新西兰男子自行车运动员。他曾代表新西兰参加1988年、1992年、1996年和2000年夏季奥林匹克运动会自行车比赛，其中1992年夏季奥运会获得一枚铜牌。